# Trachinotus goodei
Espèce
Statut de conservation UICN

LC : Préoccupation mineure
Tranchinotus goodei, communément appelé Pompaneau guatie, est une espèce de poissons de la famille des Carangidae.
Cette espèce est originaire de l'océan Atlantique. 

## Description

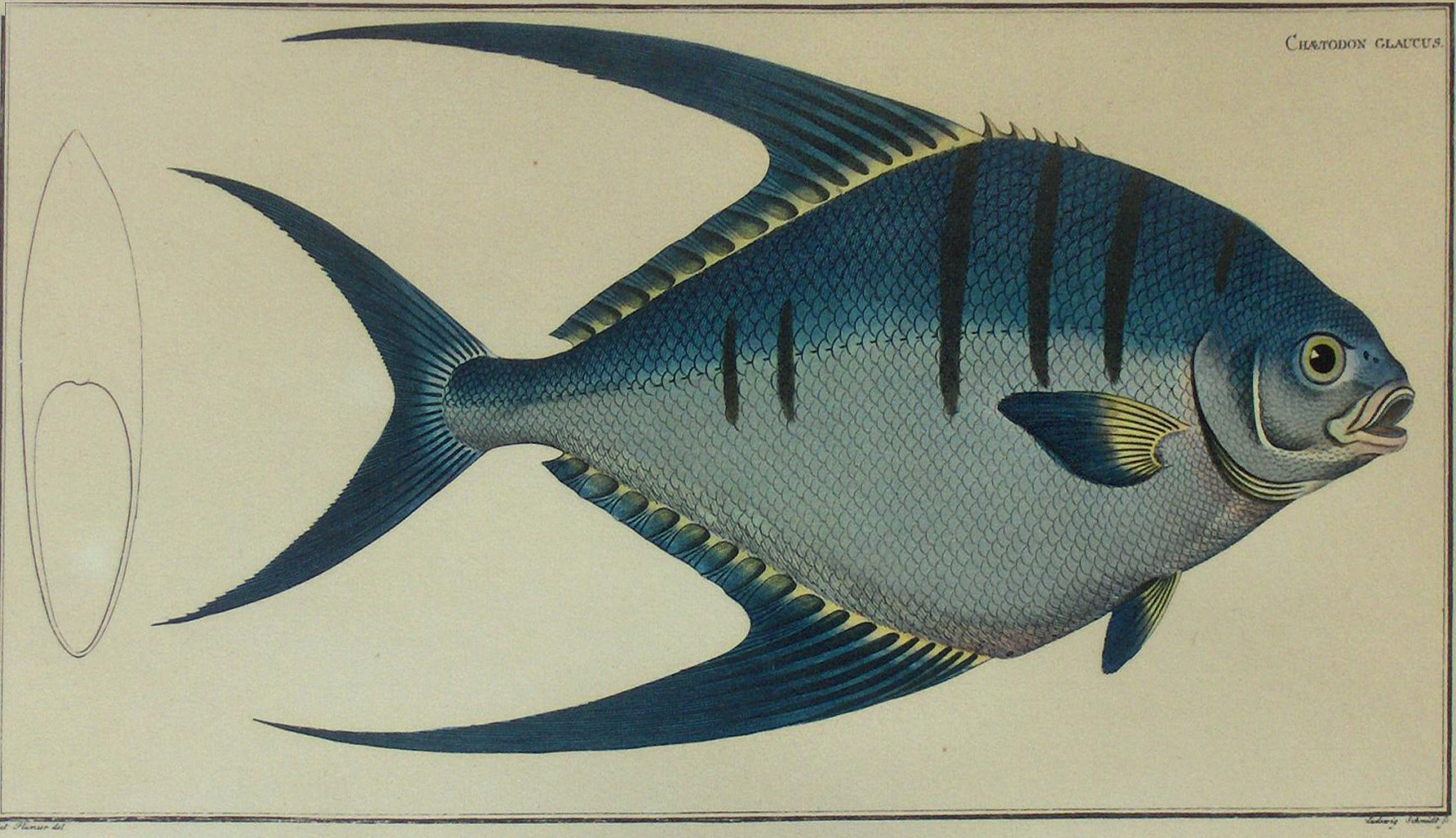
Dessin représentant un Pompaneau guatie

Le pompaneau guatie mesure en général 35 cm. Il est aplati latéralement. 
Ses nageoires dorsales et anales sont allongées. La nageoire dorsale a habituellement de 7 à 8 épines et 2 à 3 pour la nageoire anale. 
Le pompaneau est bleu-vert ou argenté sur le dessus de sa tête, les côtés, les nageoires pelviennes et les nageoires pectorales sont argentés. Quatre rayures noires sont situées sur le haut du dos. L'œil est noir et est situé près de la bouche,. 
Il ne possède pas d'écaille sur sa ligne latérale.
Le spécimen le plus grand mesurait 50 cm et le plus lourd pesait 560 g.

## Distribution
Trachinotus goodei vit dans l'océan Atlantique, au Massachusetts, aux Bermudes, en Argentine, à la mer des Caraïbes et au Golfe du Mexique.

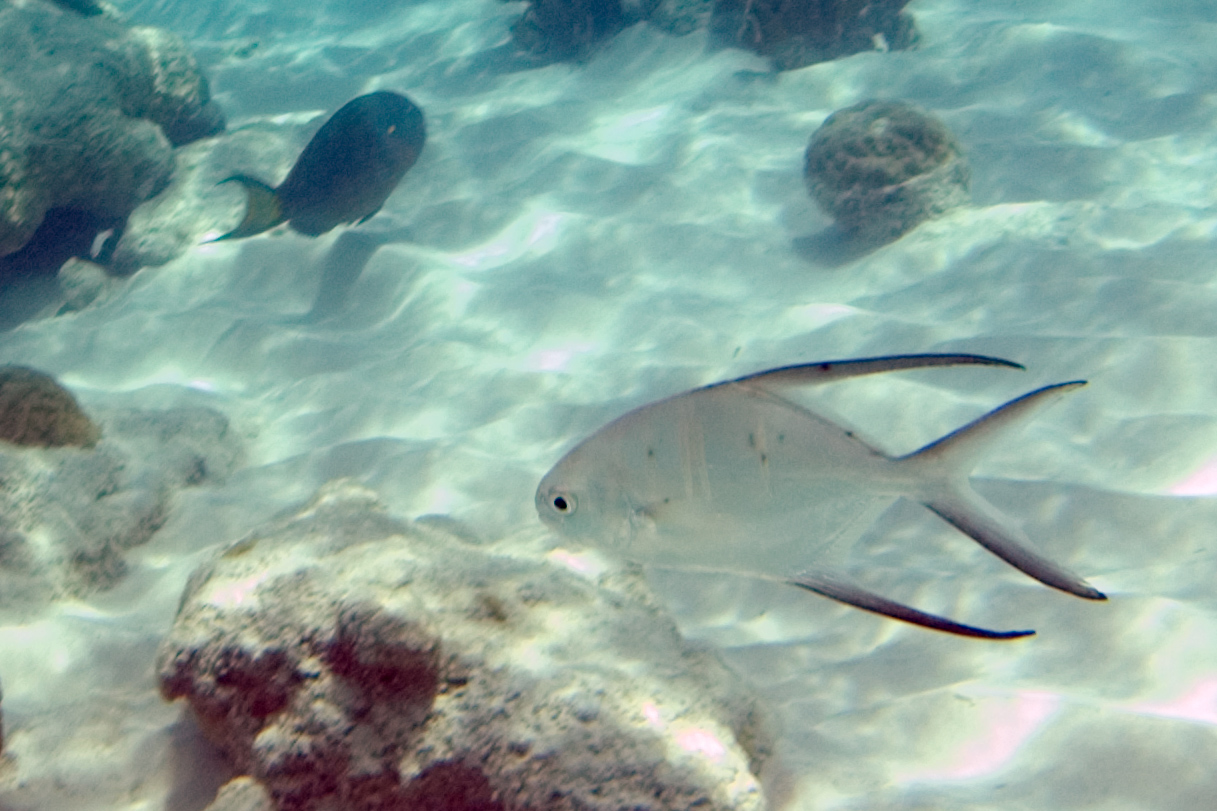
Pompaneau au large de Bonaire

## Écologie et comportement

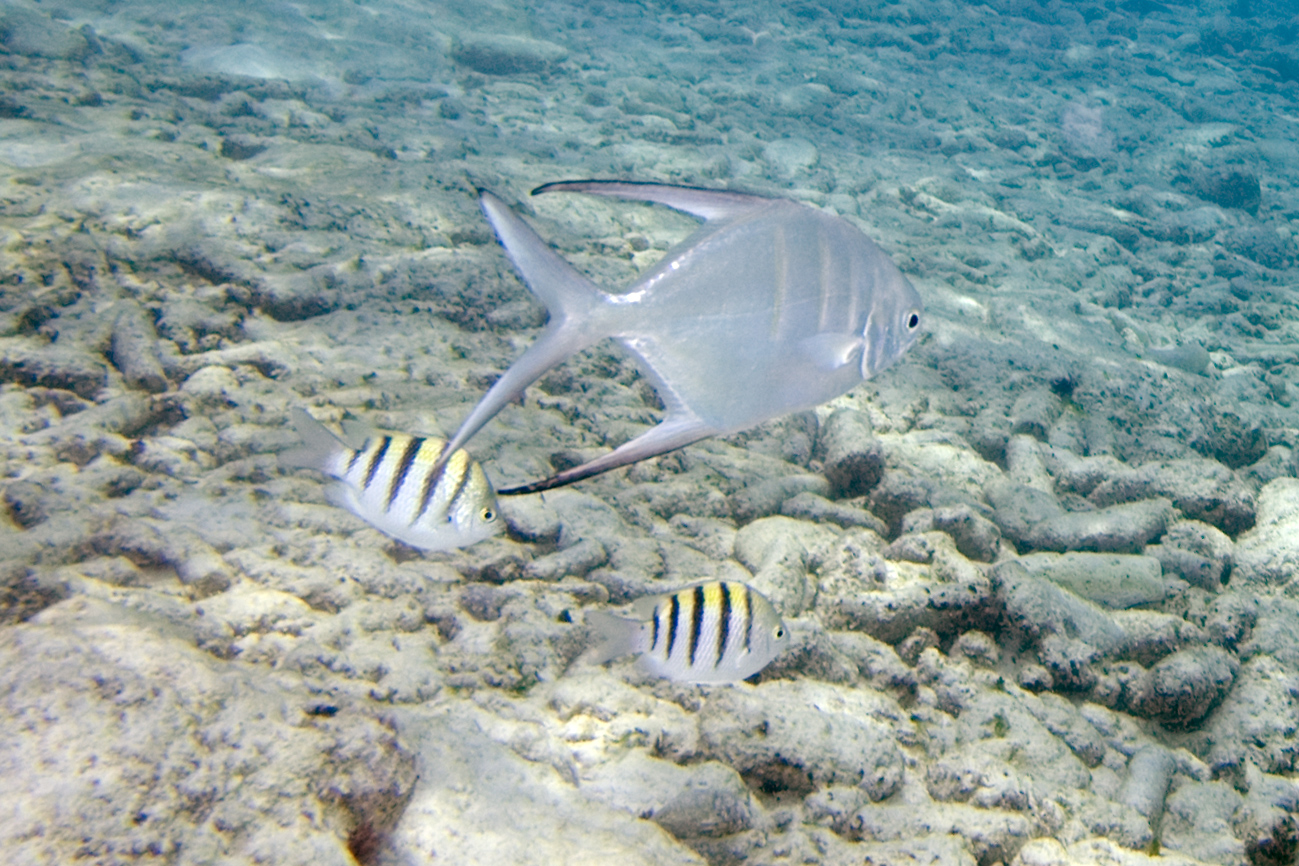
Un pompaneau nageant avec des sergents majors (Abudefduf saxatilis)

Trachinotus goodei vit généralement dans les eaux claires ou tropicales. Ils forment des bancs près des récifs coralliens.
Les pompaneaux se reproduisent toute l'année, excepté pendant l'hiver. 
Cette espèce se nourrit de poissons, de larves d'insectes et de vers.

## Étymologie
Le nom de ce poisson rend hommage à George Brown Goode, un ichyologiste américain. Il fut le premier à avoir trouvé cette espèce dans les eaux des États-Unis.

## Tranchinotus goodei et l'homme
Malgré les rapports d'empoisonnement à la ciguatera, le pompaneau guatie est pêché. 